# 지우 (배우)
지우(본명: 최지우, 崔至祐, 1997년 11월 25일 ~ )는 대한민국의 배우이다.

## 학력
- 모락중학교 (졸업)
- 모락고등학교 (전학) -> 서울공연예술고등학교 연기예술과 5기(졸업)
- 건국대학교 영화학과 (재학)

## 출연

### 드라마
- 2010년 ~ 2011년 SBS 저녁 일일연속극 《호박꽃 순정》
- 2011년 SBS 아침 일일연속극 《장미의 전쟁》 ... 박준희 역
- 2014년 KBS2 수목 미니시리즈 《감격시대: 투신의 탄생》 ... 어린 김옥련 역 (진세연 아역)
- 2014년 SBS 드라마 스페셜 《너희들은 포위됐다》 ... 어린 어수선 역 (고아라 아역)
- 2017년 MBC 옴니버스 미니시리즈 《세가지색 판타지 - 우주의 별이》 ... 별이 역
- 2017년 JTBC 금토 미니시리즈 《청춘시대 2》 ... 유은재 역
- 2021년 KBS2 수목 미니시리즈 《대박부동산》 ... 수정 역
- 2022년 SBS 금토 미니시리즈 《소방서 옆 경찰서》 ... 봉안나 역
- 2023년 SBS 금토 미니시리즈 《소방서 옆 경찰서 그리고 국과수》 ... 봉안나 역
- 2023년 NETFILX 오리지널 드라마 《경성크리처》 ... 명자 역
- 2024년 KBS2 월화 미니시리즈 《환상연가》 ... 금화 역
- 2025년 펄스픽 웹드라마 《그놈이 돌아왔다》
- 2025년 펄스픽 웹드라마 《사이코패스 여순정》

### 시트콤
- 2013년 KBS2 저녁 일일시트콤 《일말의 순정》 ... 정순정 역

### 영화
- 2010년 《이층의 악당》 ... 성아 역
- 2012년 《가족시네마 - E.D. 571》 ... 인아의 딸, 정소민 역
- 2013년 《설인》 ... 안나 역
- 2013년 《전설의 주먹》 ... 임수빈 역
- 2014년 《카트》 ... 수경 역
- 2016년 《가슴의 문을 두드려도》 ... 연은희 역 (단편영화)
- 2017년 《눈발》 ... 양예주 역
- 2018년 《완벽한 타인》 ... 소영 역
- 2024년 《더 킬러스》 ... 선영 역

## 광고
| 연도 | 기업명         | 제품명        | 종류     | 공동 출연 | 링크 |
| ---- | -------------- | ------------- | -------- | --------- | ---- |
| 2017 | 삼천리자전거   | CALLAS        | 자전거   | 류준열    |      |
| 2017 | 엘엔피코스메틱 | 메디힐        | 마스크팩 | 공명      |      |
| 2017 | 한국닌텐도     | 닌텐도 스위치 | 게임기   | 신현수    |      |